# Jurnee Smollett

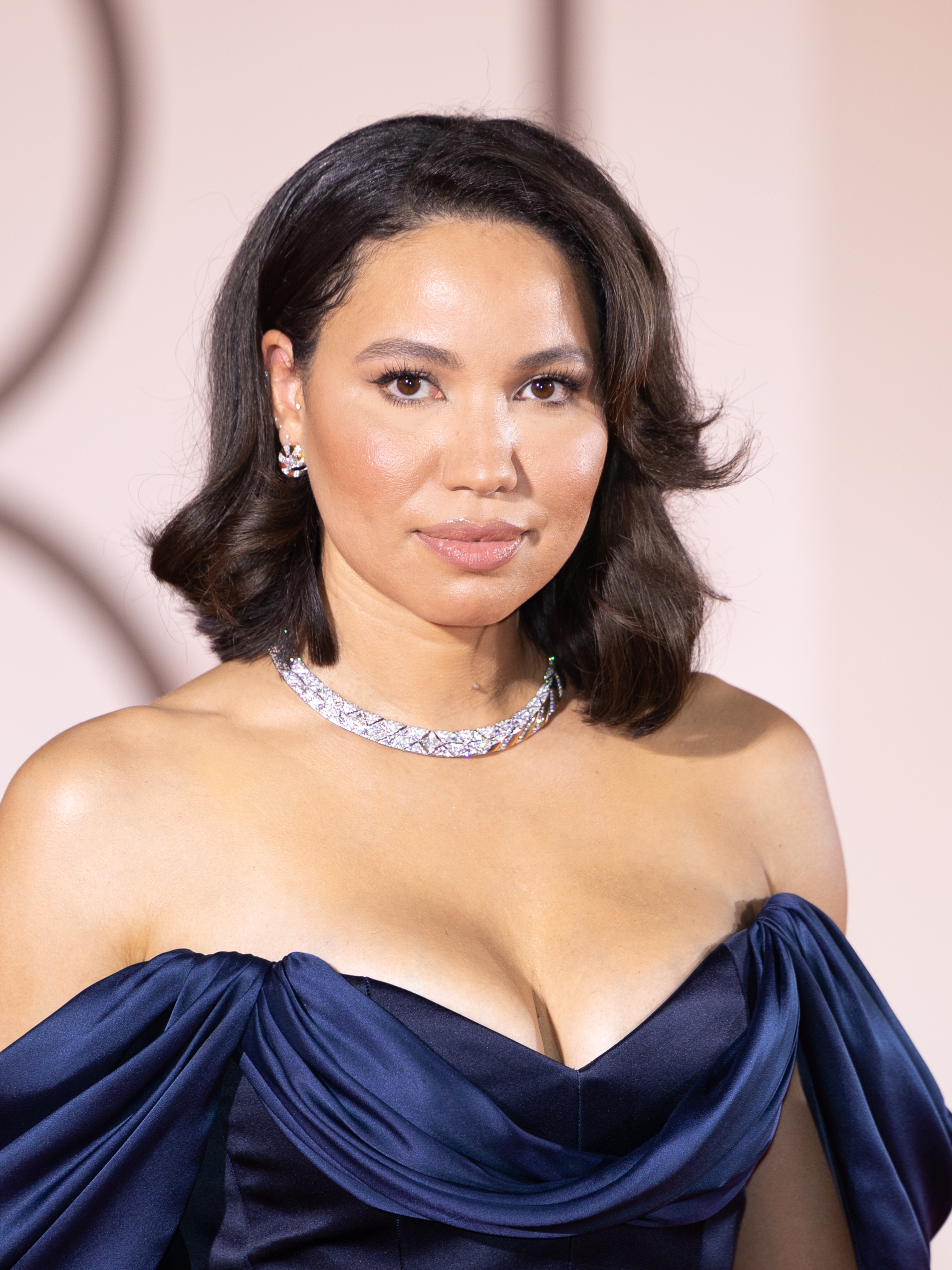
Jurnee Smollett (2024)

Jurnee Diana Smollett-Bell (* 1. Oktober 1986 in New York City, New York) ist eine US-amerikanische Schauspielerin. Sie wurde bekannt durch die Serie On Our Own, in der sie zusammen mit ihren fünf Geschwistern auftritt.

## Leben
Jurnee Smollett ist die Tochter von Janet und Joel Smollett. Bereits mit sieben Jahren stand Smollett vor der Kamera. Sie wuchs mit ihren vier Brüdern Jojo, Jake, Jussie und Jocqui und ihrer Schwester Jazz auf. Alle Geschwister haben Schauspielerfahrungen.
Am 24. Oktober 2010 heiratete Smollett den Musiker Josiah Bell. Im Sommer 2021 wurde Smollett Mitglied der Academy of Motion Picture Arts and Sciences.

## Filmografie (Auswahl)
- 1991: Sunday in Paris
- 1992: Out All Night (Fernsehserie, eine Episode)
- 1992: Hangin’ with Mr. Cooper (Fernsehserie, vier Episoden)
- 1992: Martin (Fernsehserie, eine Episode)
- 1991–1994: Full House (Fernsehserie, zwölf Episoden)
- 1995: On Our Own (Fernsehserie, 20 Episoden)
- 1996: Jack
- 1996: New York Cops – NYPD Blue (NYPD Blue, Fernsehserie, eine Episode)
- 1997: Eve’s Bayou
- 1998–1999: Cosby (Fernsehserie, 24 Episoden)
- 1999: The Wonderful World of Disney (Fernsehserie, eine Episode)
- 2000: Beautiful Joe
- 2001: Ruby’s Bucket Of Blood
- 2002: Emergency Room – Die Notaufnahme (ER, Fernsehserie, eine Episode)
- 2002: Strong Medicine: Zwei Ärztinnen wie Feuer und Eis (Strong Medicine, Fernsehserie, eine Episode)
- 2003: Wanda at Large (Fernsehserie, vier Episoden)
- 2005: Roll Bounce
- 2006: Spiel auf Bewährung (Gridiron Gang)
- 2006: Dr. House (House, Fernsehserie, eine Episode)
- 2007: The Great Debaters
- 2008: Grey’s Anatomy (Fernsehserie, vier Episoden)
- 2010–2011: Friday Night Lights (Fernsehserie, 25 Episoden)
- 2010–2011: The Defenders (Fernsehserie, 18 Episoden)
- 2012–2013: The Mob Doctor (Fernsehserie, zwei Episoden)
- 2013: Temptation: Confessions Of A Marriage Counselor
- 2013: Parenthood (Fernsehserie, sieben Episoden)
- 2013–2014: True Blood (Fernsehserie, 17 Episoden)
- 2013: Do Not Harm (Fernsehserie, drei Episoden)
- 2016: Hands of Stone – Fäuste aus Stein (Hands of Stone)
- 2016–2017: Underground (Fernsehserie, 19 Episoden)
- 2017–2018: Sofia die Erste – Auf einmal Prinzessin (Sofia the First, Fernsehserie, sieben Episoden, Stimme)
- 2018: One Last Thing
- 2020: Birds of Prey: The Emancipation of Harley Quinn (Birds of Prey (and the Fantabulous Emancipation of One Harley Quinn))
- 2020: The Twilight Zone (Fernsehserie, eine Episode)
- 2020: Lovecraft Country (Fernsehserie, zehn Episoden)
- 2022: Der Spinnenkopf (Spiderhead)
- 2022: Lou
- 2023: Krieg der Bestatter (The Burial)
- 2023: We Grown Now
- 2024: The Order
- 2025: Smoke (Fernsehserie)

## Auszeichnungen
- Young Artist Awards
  - 1995: nominiert für Best Performancebhy an Actress Under 10 in a TV-Series für die Serie On Our Own
  - 1998: nominiert für Best Performance for a Feature Film: Leading Young Actress für den Film Eve's Bayou
- Teen Choice Awards
  - 2008: nominiert für Choice Movie: Breakout Female für den Film The Great Debaters